# Klemmia magnicosta
Klemmia magnicosta is een slakkensoort uit de familie van de Strobilopsidae. De wetenschappelijke naam van de soort is voor het eerst geldig gepubliceerd in 1975 door E. Gittenberger.